# ماريو غونزاليز
ماريو غونزاليز (بالإسبانية: Mario González)‏ (مواليد 8 سبتمبر 1901) هو ملاكم أوروغواياني، مثّل بلاده في الألعاب الأولمبية الصيفية 1924.

## روابط خارجية
ماريو غونزاليز على موقع أوليمبيديا (الإنجليزية)